# Anrode
Anrode is een gemeente in de Duitse deelstaat Thüringen, en maakt deel uit van de Unstrut-Hainich-Kreis.
Anrode telt 3.125 inwoners. De gemeente omvat de dorpen Bickenriede, Dörna, Hollenbach, Langenfeld en Zella.

## Anrode

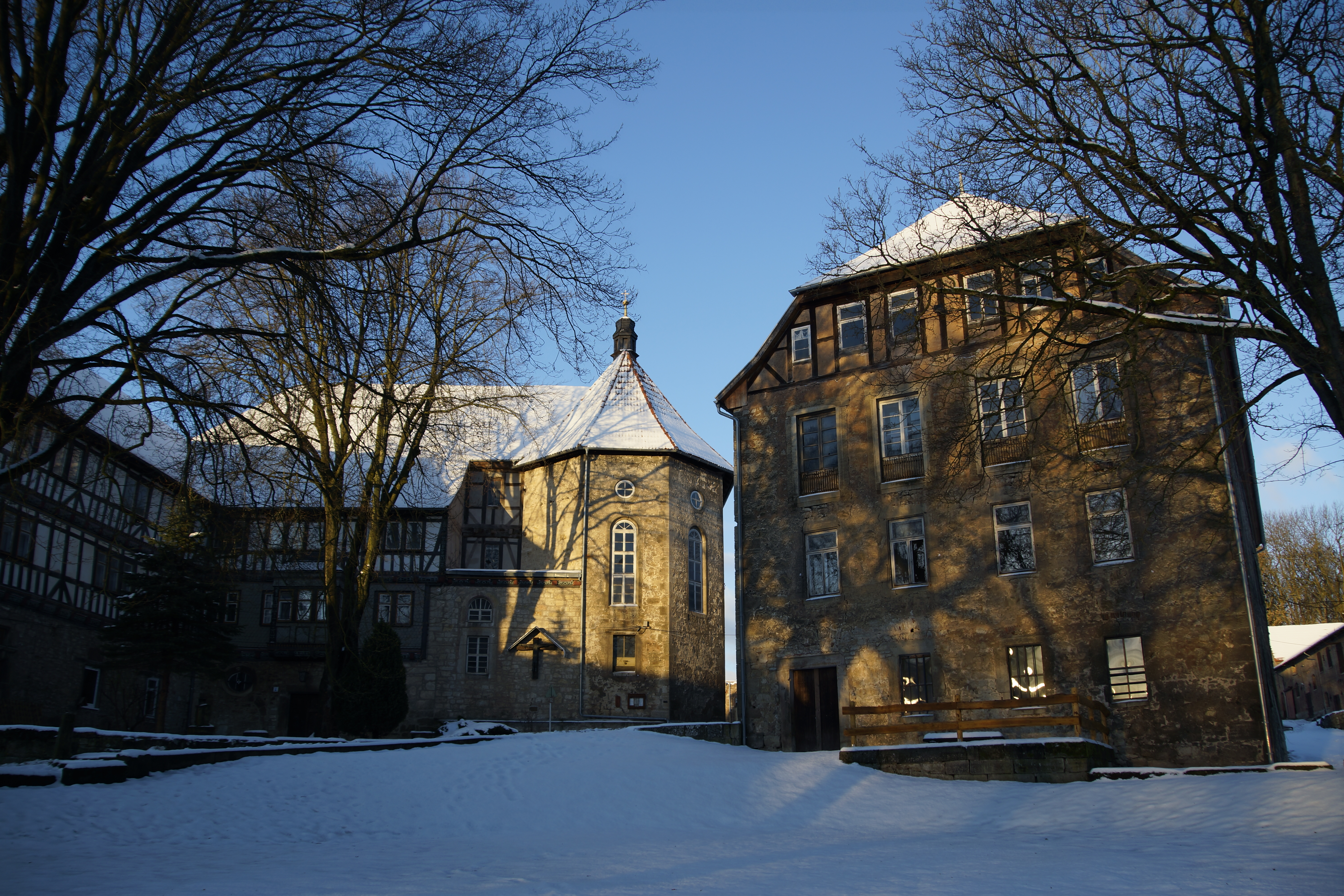
Klooster Anrode

De gemeente is vernoemd naar het klooster Anrode dat in de dertiende eeuw werd gesticht. Het klooster is tot 1810 als klooster in gebruik geweest. De gebouwen zijn grotendeels bewaard gebleven.
Anrode · Bad Langensalza · Bad Tennstedt · Ballhausen · Blankenburg · Bothenheilingen · Bruchstedt · Dünwald · Großvargula · Haussömmern · Herbsleben · Heroldishausen · Hornsömmern · Issersheilingen · Kammerforst · Kirchheilingen · Kleinwelsbach · Körner · Kutzleben · Marolterode · Menteroda · Mittelsömmern · Mühlhausen/Thüringen · Neunheilingen · Obermehler · Oppershausen · Rodeberg · Schlotheim · Schönstedt · Sundhausen · Tottleben · Unstruttal · Unstrut-Hainich · Urleben · Vogtei